# Samu Géza-díj
A Samu Géza-díj megálmodója Makovecz Imre volt, aki célul tűzte ki, hogy megóvja és továbbörökítse a fiatalon elhunyt Samu Géza szobrászművész hagyatékát. Kő Pál szobrászművész, a képzőművészeti egyetem tanára és Zelnik József, a Magyar Művészeti Akadémia alelnöke életre hívták az elismerést és azoknak a fiatal szobrászoknak ítélik oda, akiknek munkáiban felcsillan Samu Géza szellemisége. A díjat 2005-ben adták át először.  
A díjak odaítéléséről az 1991-ben létrehozott Samu Géza Művészeti Alapítvány kuratóriuma dönt.

## Díjazottak

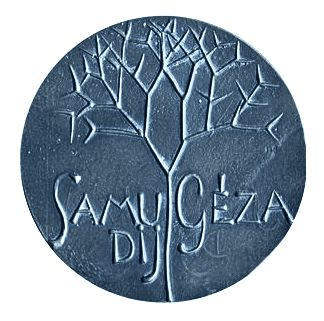
A Samu Géza-díj plakettje.

- 2005 - Polgár Botond[4]
- 2006 - Fülöp Gábor[5]
- 2007 - Gálhidy Péter[6]
- 2008 - Fáskerti Zsófia[7]
- 2009 - Szőnyi Endre[8]
- 2010 - Hidi Endre[9]
- 2011 - Czigándy Varga Sándor[10]
- 2012 - Farkas Ádám[11]
- 2013 - Gergely-Farnos Lilla[12]
- 2014 - Gúgyela Tamás[13]
- 2015 - Megyer Márta[14]
- 2016 - Szabó Ádám[15]
- 2017 - Szunyog Júlia[16]
- 2018 - Kotormán Ábel[17]
- 2019 - Rajcsók Attila[18][19]
- 2020 - ?
- 2021 - Éltes Barna[20][21]